# Le Monde retrouvé de Louis-François Pinagot
Le Monde retrouvé de Louis-François Pinagot est un ouvrage de l'historien Alain Corbin publié en 1998.
Il s'agit d'une « biographie impossible » consacré à un sabotier inconnu de l’Orne vivant au XIXe siècle : Louis-François Pinagot.

## Sujet
Fils de Jacques Pinagot, un voiturier établi à la Haute-Frêne et qui exploite un bordage, et de Jeanne Cottin. Louis-François Pinagot est né le 2 messidor an VI (20 juin 1798). Analphabète, il devient sabotier.
À travers des archives familiales, des correspondances et des récits oraux. Il montre comment ce paysan a vécu les grandes transformations sociales, économiques et culturelles de son époque, de la Révolution française à la Troisième République,. Pinagot, contemporain d'Hugo, Berlioz ou Michelet, a vécu adolescent sous le Consulat et l'Empire, il a ainsi connu une première occupation étrangère en 1815 (avant celle de 1870-1871). Puis, il traverse les Restaurations, la révolution de Juillet, la IIe République où il devient électeur avant de vivre sous le Second Empire et les six premières années de la IIIe République.

## Méthode de travail
Dans l’introduction du livre, intitulée prélude, Corbin explique comment il a choisi de travailler sur Pinagot. « J'ai choisi les archives de l'Orne, mon pays natal, par commodité (…). Les yeux fermés, j'ai saisi l'un des volumes de l'inventaire des archives municipales. Je l'ai ouvert au hasard. Ma main a ainsi choisi la commune d'Origny-le-Butin ». Une fois la commune définie, l’historien ouvre au hasard les tables de l’état civil de l’extrême fin du XVIIIe siècle et identifie un premier nom : Jean Courapied. Or, celui est mort jeune. Corbin se dirige vers un second choix : Pinagot. Celui-ci ayant vécu 78 ans.
Sabina Loriga explique qu'« hostile à toute procédure d'héroïsation, Alain Corbin a délibérément décidé d'écrire la biographie d'un individu ordinaire » pour justifier cette méthode.

## Un livre de microhistoire
La microhistoire est un courant historiographique apparu dans les années 1970 en Italie, qui se concentre des récits de vie individuels ou sur de petites communautés, plutôt que sur des récits globaux ou des événements historiques majeurs. En réalisant une enquête minutieuse, l’objectif est de reconstituer des quotidiens ordinaires dans des contextes historiques et sociaux spécifiques.
Habituellement les ouvrages de Giovanni Levi, Le pouvoir au village et de Carlo Ginzburg, Le Fromage et les vers sont retenus comme les travaux pionniers de ce courant historique.
Corbin va plus loin avec Pinagot, car contrairement aux deux autres livres, le personnage de son enquête « n'a été mêlé à aucune affaire d'importance. Il ne figure sur aucun des documents judiciaires qui ont échappé à la destruction. Il n'a jamais fait l'objet d'une surveillance particulière de la part des autorités. » (page 7).

## Réception de l'ouvrage
Le Monde a publié une critique élogieuse du livre, saluant la « méthode minutieuse » d'Alain Corbin et la qualité de son écriture. La revue L'Histoire a également consacré un article à ce livre, soulignant son apport à la compréhension de la vie quotidienne des paysans au XIXe siècle.
Jean-Luc Mayaud en parle comme d'« un ouvrage majeur d’histoire sociale, dont la réception, si l’on en juge par les multiples comptes rendus, émissions de radio et de télévision, a largement dépassé la communauté des historiens et des ruralistes ».
À la suite de Corbin, Jacques Rémy a étudié l'inventaire des biens après décès de Pinagot. Un document qu'il juge « riche d'enseignements ». Il doit aussi pour 70 francs de pain au boulanger du Gué-de-la-Chaîne. La vente se tient dans la foulée, qui produit 100 francs de revenus aux héritiers, soit 40 de plus que ce qui avait été estimé par l'officier ministériel, et se traduit même par une petite « bataille d'enchères ». 21 acheteurs s'y manifestent. Un autre acte règle ensuite la vente de la maison, qui se conclut par 6 parts d'héritage de 300 francs.